# Osama Omari
Osama Omari (arab. أسامة أومري; ur. 10 stycznia 1992 w Damaszku) – syryjski piłkarz grający na pozycji napastnika. Od 2018 jest zawodnikiem klubu Qatar SC.

## Kariera piłkarska
Swoją karierę piłkarską Omari rozpoczął w klubie Al-Wahda Damaszek, w którym w 2009 roku zadebiutował w pierwszej lidze syryjskiej. W sezonach 2010/2011, 2014, 2014/2015 i 2015/2016 wywalczył z nim cztery tytuły mistrza Syrii. Zdobył z nim też dwa Puchary Syrii w latach 2012 i 2013.
W 2018 roku Omari przeszedł do katarskiego Qatar SC. Zadebiutował w nim 19 stycznia 2018 w zremisowanym 0:0 wyjazdowym meczu z Al-Markhiya SC.

## Kariera reprezentacyjna
W reprezentacji Syrii Omari zadebiutował 5 marca 2014 w przegranym 1:2 meczu eliminacji do Pucharu Azji 2015 z Jordanią. W 2019 roku powołano go do kadry na Puchar Azji.